# 布雷特·馬森

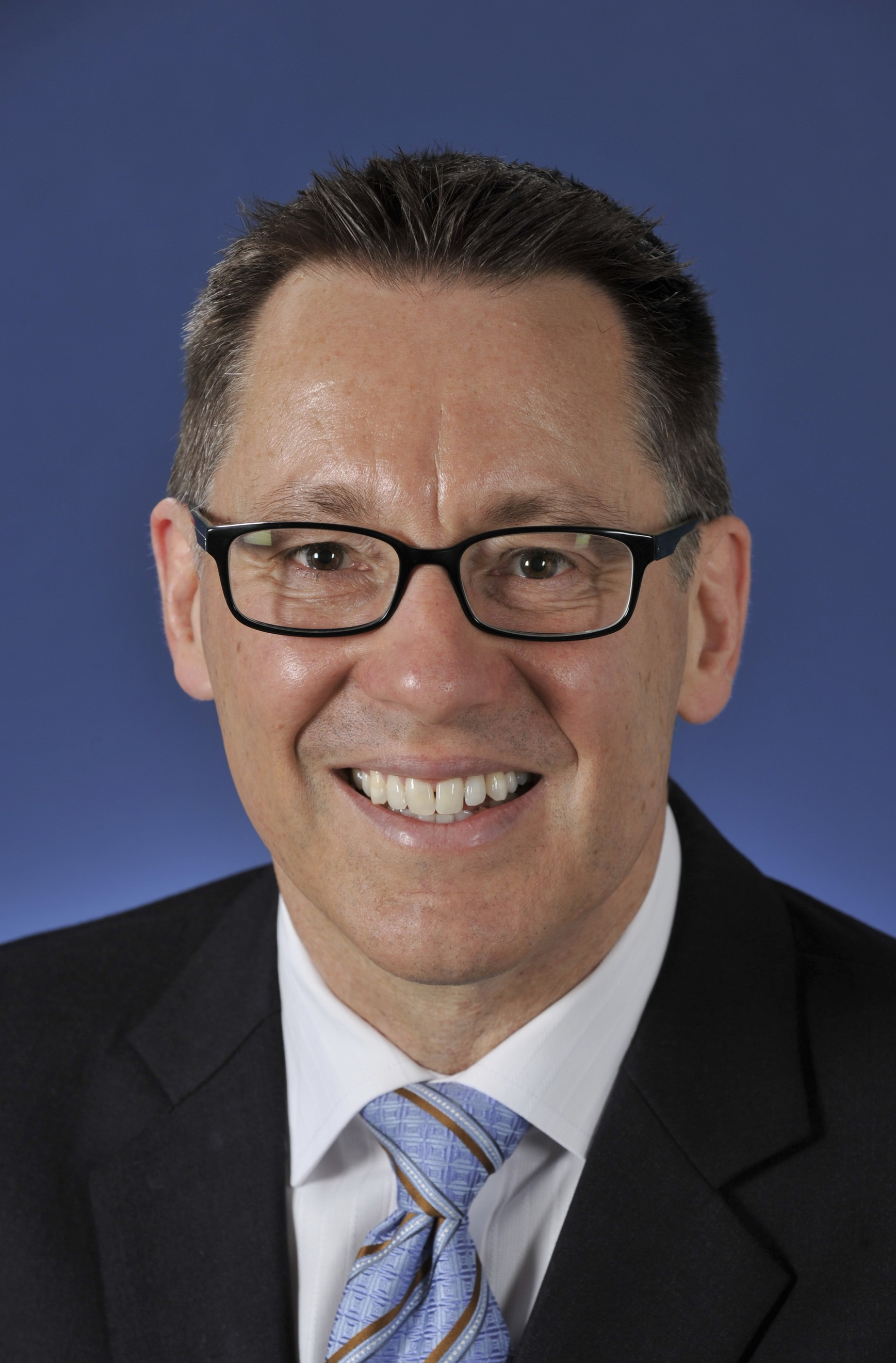

布雷特·馬森（Brett Mason，1962年3月5日—）是一位澳洲政治人物，他的黨籍是澳洲自由黨。在1999年至2015年，他是代表昆士蘭州的澳大利亞參議院議員之一。隨後任駐荷蘭大使。他畢業於格里菲斯大學。